# دانشگاه نیوهون
دانشگاه نیوهون (به انگلیسی: University of New Haven) یک دانشگاه در ایالات متحده آمریکا است که در کنتیکت واقع شده‌است.